# Karuo
Karuo, ook: Kazuo of Karub (Chinees:卡若遗址, Pinyin: Karuo yizhi) is een naar een gelijknamig dorp genoemde archeologische stad uit het neolithicum (jonge steentijd) in de prefectuur Chamdo in Tibet.
De stad werd tussen 1978 en 1979 uitgegraven en omvat een gebied van één hectare. De vindplaats wordt door archeologen een van de drie "Tibetan aboriginal cultural relics" beschouwd. De plaats is naar schatting uit de tijd van 3200 v.Chr.-2000 v.Chr.
Huisfundamenten, verharde straten, stenen muren, stenen altaren en greppels werden in de goed bewaard gebleven stad blootgelegd en er werd een groot aantal stenen gereedschappen, potten, botten en andere artikelen ontdekt die van ornamenten zijn voorzien.
Een ongebruikelijk overblijfsel dat opgegraven is, is een aarden pot van gele klei en fijn zand. De oppervlakte is met inkepingen en zwarte verf gedecoreerd in de vorm van twee dieren die tegenover elkaar staan.
Sinds 1996 staat Karub (Kazuo) op de lijst van culturele erfgoederen in de Tibetaanse Autonome Regio, deel van de lijst van monumenten van de Volksrepubliek China (4-19).